# Paulin Voavy
Paulin Voavy (Maintirano, Madagaskar, 10. studenoga 1987.) je madagaskarski nogometaš i nacionalni reprezentativac koji trenutno igra za alžirski klub Constantine.

## Vanjske poveznice
- FIFA.com  Arhivirana inačica izvorne stranice od 28. lipnja 2013. (Wayback Machine)
- Profil igrača na Lequipe.fr
- Profil igrača na National Football Teams.com
- France Football.fr  Arhivirana inačica izvorne stranice od 29. srpnja 2012. (Wayback Machine)